# Théophile-Marie Laennec
Pour les autres membres de la famille, voir Laennec.
Théophile-Marie Laennec ou Laënnec (né le 16 juillet 1747 à Quimper, mort le 17 février 1836 à Saint-Brieuc), est un avocat et magistrat français, procureur du roi à Quimper. Il protesta contre la traite des Noirs.

## Biographie
Théophile-Marie Laennec est fils de Michel Marie Alexandre Laennec (né le 27 septembre 1714 à Ploaré, décédé le 30 octobre 1782 à Quimper), seigneur de Kerlouannec et de Kerourain, personnalité quimpéroise des années 1760-1770 : avocat au Parlement de Bretagne et conseiller du roi, sénéchal de Locmaria, maire de Quimper de 1763 à 1765, marié le 5 septembre 1746 à Quimper-Saint-Julien, et de Jeanne Catherine Huchet de Kerourain (1724-1753), dame de Bergoët, fille du maire de Quimper.

### Avocat, contre la traite des Noirs
Théophile-Marie Laennec fut reçu avocat au Parlement de Bretagne en juillet 1772. D'abord lieutenant de l'amirauté de Quimper, il devint ensuite sénéchal des regaires de l'évêché puis receveur des décimes du clergé.
Il fut l'un des premiers bretons à s'insurger contre la traite des Noirs. Le 28 mars 1778, dans un réquisitoire prononcé à l'occasion d'un procès intenté au capitaine d'un navire négrier, le Duc de Choiseul, qui s'était échoué sur un rocher de l'Île de Sein, il dénonça « ce trafic honteux que la mollesse ou plutôt la barbarie des Européens leur fait regarder comme nécessaire à la culture de leurs colonies, et contre lequel l'humanité réclamera dans tous les temps ses droits imprescriptibles ».

### Révolution et Empire
Sous la Révolution française, Théophile Laennec plaida pour la défense de l'abbé Coroller, qu'il parvint à sauver de la Terreur. Il occupa plusieurs postes de magistrat, devint membre de l’administration centrale du Finistère, puis conseiller de préfecture sous le Consulat.
Sous l'Empire, il osa en 1808 prononcer la nullité d'une vente de biens nationaux et fut alors suspendu en même temps que tout le conseil de préfecture ; il se sortit d'affaire par ses écrits, notamment un poème humoristique adressé à l'empereur.
Ses écrits, sa correspondance, ses poèmes montrent son éclectisme, sa hardiesse et son humour. Son poème la Moutarde celtique a été réédité sept fois.
Il collabora également à des périodiques comme la Muse bretonne et le Caveau moderne.

### Décès, postérité
Il mourut à Saint-Brieuc à l'âge de quatre-vingt-dix ans le 17 février 1836.
Il s'était marié le 17 avril 1780 à Quimper avec Michelle Guesdon (1754-1786), dame de Clécunan, puis le 3 février 1795 à Quimperlé avec Geneviève Urvoy de Saint-Bedan. Leur fils René Laennec fut un médecin célèbre, inventeur du stéthoscope.

## Publications
- La Moutarde celtique (1894)
- Lettres inédites de Th.-M. Laënnec (1890)
- La Moutarde celtique, poème en IX chants... avec une préface par le meilleur des amis de l'auteur (1827)
- Un mot aux électeurs du Finistère (1822)
- L'Hommage d'un père de famille, ou Mes votes pour Napoléon Bonaparte [30 floréal an XII.]